# Medizinische Fakultät Siriraj-Krankenhaus, Mahidol-Universität

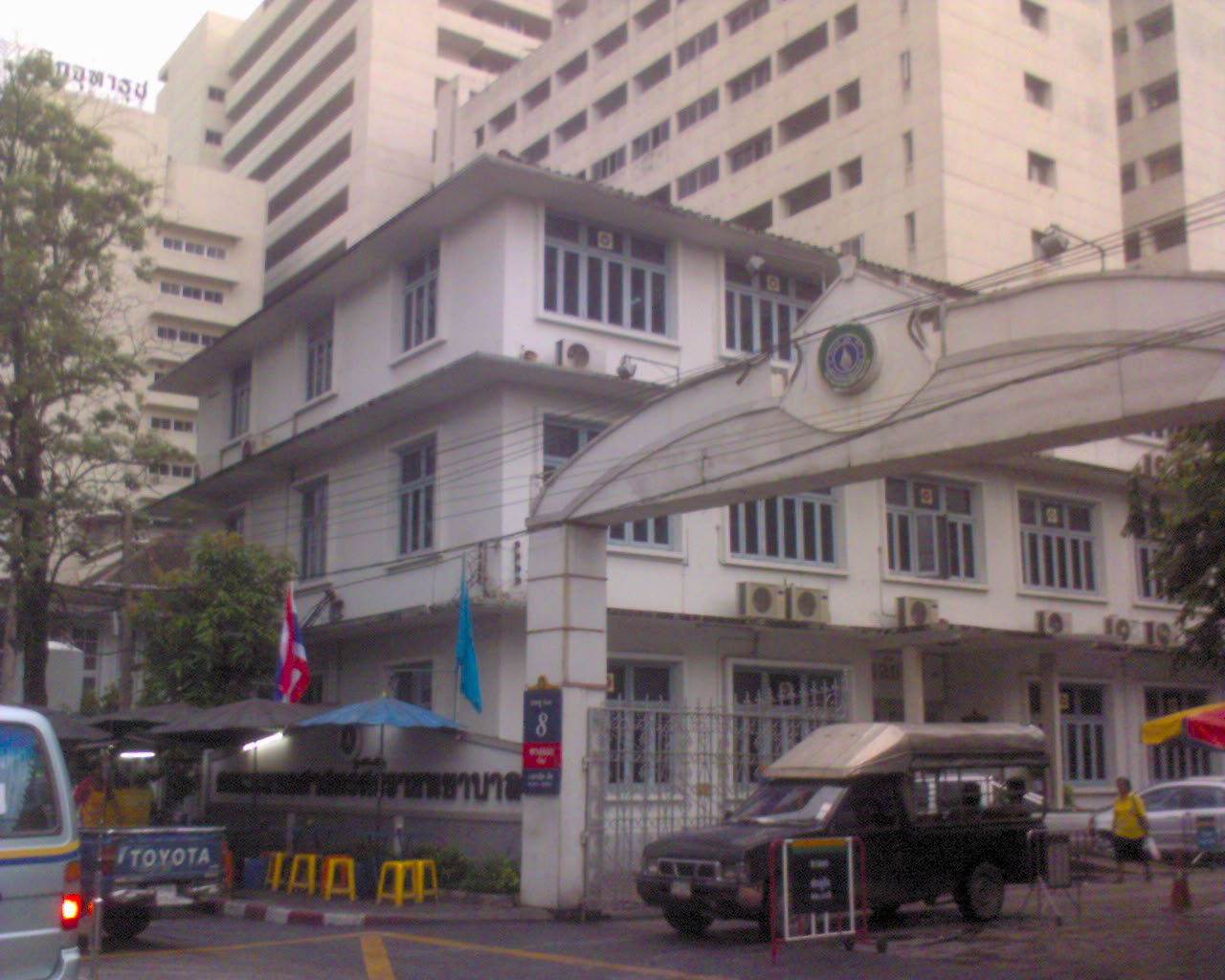
Eingang zum Siriraj-Krankenhaus

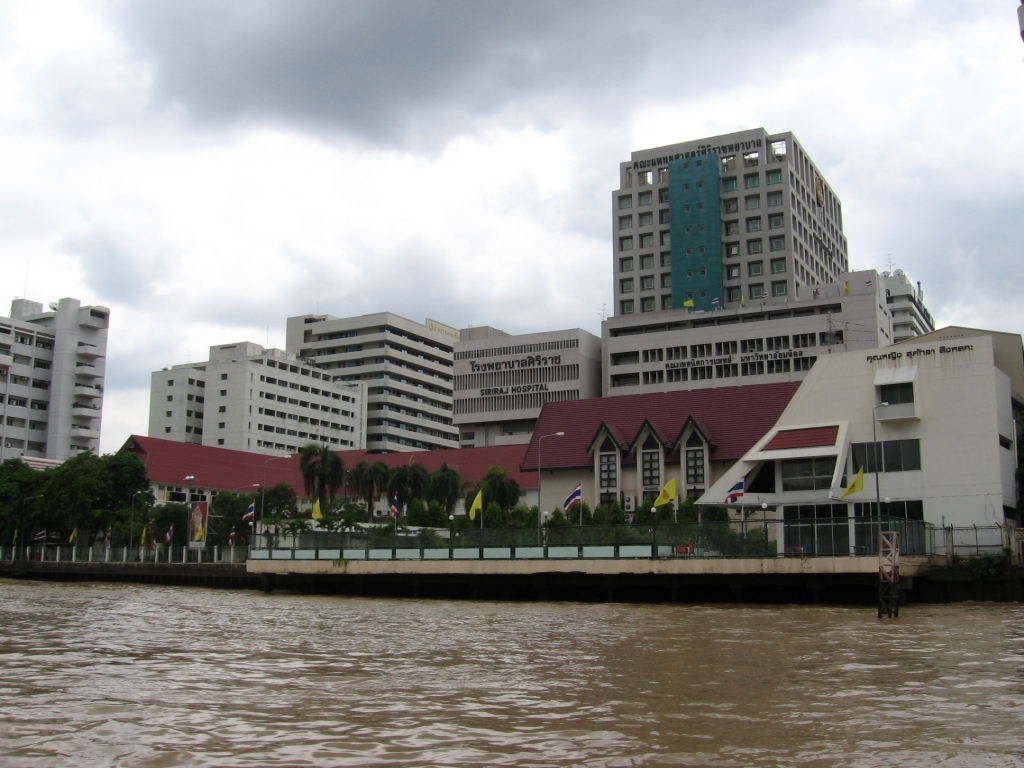
Blick vom Chao Phraya auf das Siriraj-Krankenhaus, die medizinische Fakultät und die Fakultät für Medizintechnik

Die Medizinische Fakultät Siriraj-Krankenhaus, Mahidol-Universität (thailändisch คณะแพทยศาสตร์ศิริราชพยาบาล มหาวิทยาลัยมหิดล, RTGS: Khana Phaetyasat Sirirat Phayaban, Mahawitthayalai Mahidon) ist eine der beiden medizinischen Fakultäten der Mahidol-Universität und zugleich das älteste und größte Universitätsklinikum in Thailand. Es befindet sich im Bangkoker Bezirk Bangkok Noi am Ufer des Mae Nam Chao Phraya (Chao-Phraya-Fluss).
Das Krankenhaus wurde von König Chulalongkorn (Rama V.) im Jahr 1888 gegründet, zwei Jahre nach einem weltweiten Ausbruch der Cholera. Es ist nach dem 18 Monate alten Sohn, Prinz Siriraj Kakuttaphan, benannt, der – ein Jahr vor der Eröffnung des Krankenhauses – an Bakterienruhr starb. Die medizinische Hochschule wurde zwei Jahre später im Jahr 1890 errichtet. Unter der Schirmherrschaft von Prinz Mahidol Adulyadej und der Unterstützung der Rockefeller Foundation, wurde Siriraj eines der fortschrittlichsten Zentren für medizinische Leistungen und Forschungen in Thailand und Südostasien. Aus der Ärzteschule ging 1943 die Universität für medizinische Wissenschaft (Mahawitthayalai Phaetyasat) hervor, die 1969 in Mahidol-Universität umbenannt und zur Volluniversität ausgebaut wurde. Die Mahidol-Universität unterhält noch eine zweite medizinische Fakultät mit angeschlossenem Universitätsklinikum: die Medizinische Fakultät Ramathibodi-Krankenhaus im Bangkoker Bezirk Phaya Thai.
Das Krankenhaus liegt am Westufer des Chao Phraya auf dem ehemaligen Gebiet des „Hinteren Palasts“ (Wang Lang). Ihm gegenüber, auf der anderen Flussseite, liegt der Tha-Phrachan-Campus der Thammasat-Universität auf dem früheren Gelände des „Vorderen Palasts“ (Wang Na) in der Bangkoker Altstadt. Mit einer Kapazität von mehr als 3.000 Betten und mehr als einer Million ambulanten Patientenbesuchen pro Jahr, ist Siriraj eines der größten, meist frequentierten medizinischen Zentren in Thailand. Die medizinische Hochschule nimmt jährlich ungefähr 250 Medizinstudenten und mehr als 100 Interessenten für Fortbildungslehrgänge auf.
Das Logo des Siriraj-Krankenhauses und der Medizinischen Hochschule ist das mythologische Schlangenwesen Naga in der Form eines „ศ“ (Aussprache: „Sor-Sala“), dem ersten Buchstaben des Krankenhausnamens in thailändischer Schrift mit einer stilisierten Krone darüber.
Die Medizinische Fakultät Siriraj-Krankenhaus ist der Kern des Campus Bangkok Noi der Mahidol-Universität. Zu diesem gehören aber auch die Fakultäten für Krankenpflege, Medizintechnik und Physiotherapie. Auf dem Gelände befindet sich außerdem ein Medizinisches Museum (im Volksmund „Museum des Todes“), das anatomische und pathologische Präparate ausstellt.
Die prominentesten Patienten des Siriraj-Krankenhauses sind die Mitglieder der thailändischen Königsfamilie. Von 2009 bis 2013 war König Bhumibol Adulyadej hier in stationärer Behandlung und residierte in einem eigenen, separaten Flügel.
Unmittelbar neben dem öffentlichen Krankenhaus betreibt das Siriraj seit 2012 eine Privatklinik mit dem Namen Siriraj Piyamaharajkarun.